# Dialogue économique transatlantique
Le Transatlantic Business Dialogue (TABD) en français Dialogue économique transatlantique offre un cadre pour la coopération transatlantique entre les entreprises et l'Union européenne (UE) et les États-Unis.
Il s'agit d'une coalition de dirigeants américains et européens, principalement de multinationales, lancée à l'instigation de l'ancien secrétaire américain au Commerce Ron Brown à Séville (Espagne) à la fin de 1995 lors d'une conférence en présence de chefs d'entreprise de plus de 100 entreprises américaines et européennes.
Le principal objectif du TABD est de stimuler le commerce transatlantique et de l'investissement par l'élimination des obstacles causés par les différences de réglementation entre les États-Unis et l'UE. L'adhésion au TABD se fait uniquement sur invitation, officiellement pour garantir une bonne représentation géographique et un mélange d'activités du secteur ainsi que la représentation des PME.

## Un lobby respecté et écouté
Le TABD est le premier né de la famille institutionnelle transatlantique et rassemble des chefs d'entreprises américaines et européennes. Il naît de l'idée du secrétaire au Commerce des États-Unis de l'époque Ron Brown), qui, à l'aide de ses homologues de la commission européenne, Martin Bangemann et Leon Brittan voulaient encourager la participation de la société civile à ce processus d'intégration transatlantique.

## Les fondateurs du TABD
Ronald Brown est un afro-américain ayant monté au sein du Parti démocrate, il a bénéficié d'une bourse d'études Cecil-Rhodes, et a fait sa place aux États-Unis jusqu'à être nommé par Clinton comme secrétaire au Commerce en 1993. Avant cela, il avait été embauché par la firme Patton, Boggs et Blow en tant qu'avocat et lobbyiste.
Sir Leon Brittan fut le commissaire européen à la Concurrence de 1989 à 1993, puis il passa ensuite au Commerce de 1993 à 1999, en étant en même temps commissaire aux Relations Extérieures de 1995 à 1999.
Avant d'avoir été plusieurs nommé à la Commission européenne pendant dix ans, il fut secrétaire d'État à l'Intérieur (de 1983 à 1985), puis devint secrétaire d'État au Commerce et à l'Industrie. Il démissionnera à la suite de l'affaire Westland.
Il expliquera la création du TABD de cette manière : « Avec le gouvernement américain, nous avions demandé aux hommes d’affaires des deux côtés de l’Atlantique de se rassembler pour voir s’ils pouvaient parvenir à un accord sur les prochaines actions à entreprendre. S’ils y parvenaient, les gouvernements auraient du mal à justifier leurs réticences. Le résultat fut spectaculaire. Dirigeants industriels européens et américains demandèrent d’une seule voix une plus grande et plus rapide libéralisation du commerce. Et cela a eu un effet immédiat. ».
Martin Bangemann est un homme politique allemand, aujourd'hui retiré de la vie politique. Il fut nommé à la Commission de 1989 jusqu'en 1999 en tant que Commissaire au Marché Intérieur et à l'Industrie, puis à l'Industrie et à la politique d'Information pour finir par gérer les Télécommunications.
En juillet 1999, il annonce qu'il va rejoindre les rangs de la société Telefonica, un des grands groupes européens du secteur des télécommunications, dont il avait géré les affaires jusqu'alors, certains officiels n'hésitant pas à condamner cette "corruption".

## Les origines
Le site officiel du TABD raconte que Ron Brown et ses homologues ont eu l'idée d'intégrer le secteur privé à la discussion sur le rapprochement transatlantique. Pour ce faire, ils ont envoyé un questionnaire commun à plus de 1800 firmes américaines et européennes, leur demandant leurs idées, leurs remarques ainsi que la manière de les engager plus dans le processus.
C'est sur la base des résultats de cette "enquête" que Xerox et Goldman Sachs International ont proposé de préparer un sommet de hautes personnalités des deux rives à Séville en novembre 1995.
C'est un véritable succès : Réunis en novembre, les chefs d'entreprises de firmes très puissantes ont préparé un rapport de 70 recommandations qui sera remis aux chefs d'État du sommet UE/États-Unis de Madrid peu de temps après. Ces derniers adoptent plusieurs de ces recommandations et apportent leur soutien le plus total au TABD au sein de la déclaration qu'ils feront à l'issue du sommet. Le TABD se vante ainsi d'avoir été à l'origine du Nouvel Agenda Transatlantique de 1995.
C'est dès ce moment que l'Union européenne et les États-Unis ont officialisé son existence et l'ont intégré au processus de décision euro-atlantique. Depuis lors, chaque sommet UE-États-Unis, le TABD rend ses recommandations aux chefs de gouvernement. Il est aujourd'hui un des contributeurs principaux du Conseil économique transatlantique, avec le Dialogue transatlantique des consommateurs (Transatlantic Consummers Dialogue), groupe de représentants des consommateurs.
En 2003, le TABD subit une refonte et revient dans un "nouveau format", plus offensif. Son objectif primordial devient la création d'un marché transatlantique sans entraves. Le conseil exécutif décide d'intensifier et d'accélérer le processus d'intégration en doublant le nombre de ses sommets annuels. La nouvelle offensive du TABD sera un succès puisque dès juin 2004, en Irlande, le sommet UE-États-Unis adopte l'objectif d'une plus grande intégration sous l'impulsion de ces recommandations.
En juin 2005, c'est au sommet de Washington que les États-Unis et l'Union européenne vont créer le Forum de Coopération Réglementaire (dans le but d'effacer les différences réglementaires afin d'abaisser les barrières aux échanges), et le plan commun transatlantique intégrant la lutte contre la contrefaçon et pour la protection de la propriété intellectuelle sera adopté dès 2006.
De plus, sous l'impulsion du groupe de pression, les deux acteurs s'engagent à mettre en œuvre un vaste programme couvrant de nombreux domaines en phase avec les priorités du TABD.
En 2007, sa dernière grande réalisation sera l'adoption de l'Accord Cadre pour la Promotion du Marché Transatlantique.

## Participants
On note sur le site officiel 19 firmes américaines dont JP Morgan, Microsoft, AT&T, Ford, Coca-Cola, Ernst & Young. Côté européen, on trouve 15 firmes dont Airbus, BASF, British American Tobacco, Deutsche Bank, Lafarge, Siemens et Unilever.
Le TABD prend soin de préciser qu'il est financé exclusivement par les sociétés qui le composent.